# Santiaguería de San Bartolomé Apóstol

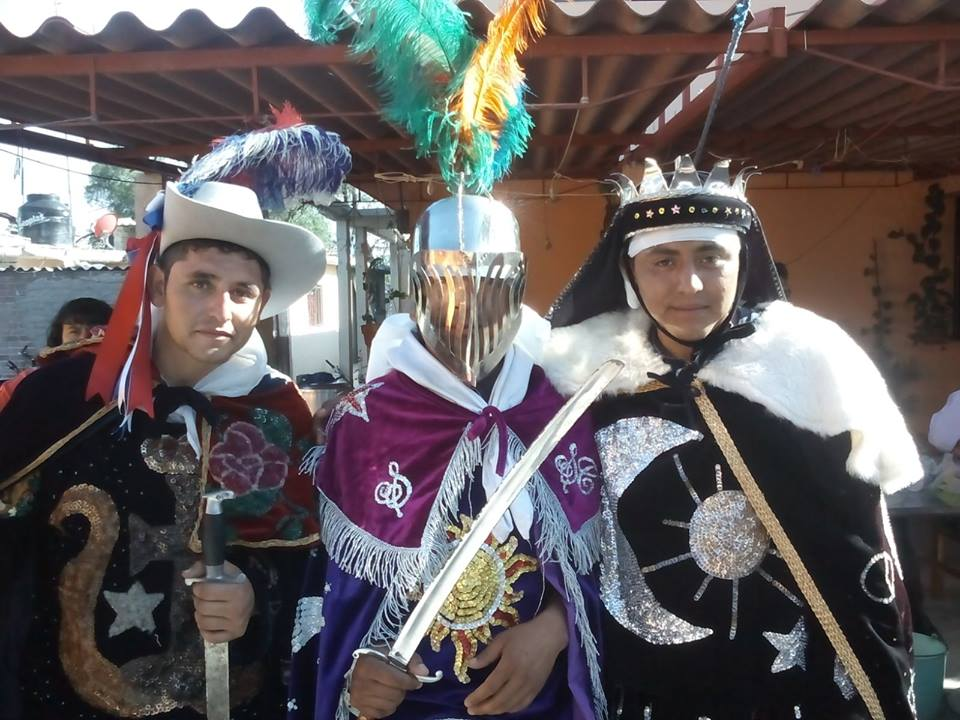
Santiagueria formada por moros y cristianos.

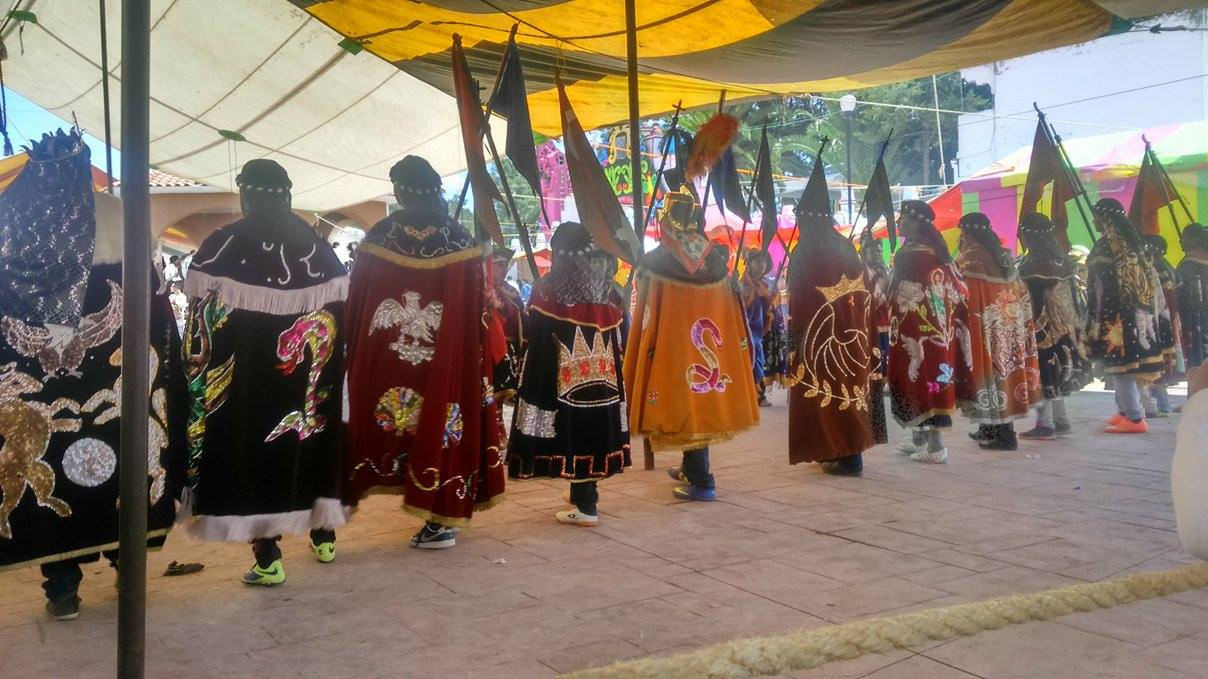
Santiagueros bailan antes de empezar su relato.

El pueblo de San Bartolo Cuautlalpan es una población y una delegación del municipio de Zumpango. Está ubicada al norte de la Ciudad de México y al este del municipio, es la localidad donde se lleva a cabo la tradición de la Santiaguería, herencia cultural que ha subsistido hasta nuestros días.
Es una representación que simula la pelea entre moros y cristianos y se festeja desde los años de 1850. Esta representación se lleva a cabo durante la feria tradicional del pueblo (en enero y agosto de cada año) todos los días de la fiesta de ese mismo mes. En el mes de enero se venera a la Purísima Concepción y en agosto a San Bartolomé Apóstol.
Este acto lo realizan personas originarias del pueblo como adultos, adolescentes y niños pequeños, los santiagueros son personas que participan en la representación escénica y folklórica, estas comparsas se caracterizan portando un atuendo similar -sombrero, turbante, capa, falda, polainas, peto, espada y algunos bandera e incluso cruces de madera. Los santiagueros  bailan creando figuras dedicando toda su representación al santo patrono (acompañados por una banda musical algunas originarias del mismo pueblo. Además del baile se lleva a cabo un relato en el centro del pueblo, esta es representada por los mismos santiagueros y se dividen en dos bandos, los cristianos (defienden a  María (madre de Jesús) y los moros (defienden a Mahoma) ambos pelean por defender su ley, cada santiaguero tiene participación en el relato haciendo acciones que representan cada uno de sus diálogos.Cada bando es representado por un rey (cristiano y moro) que dirigen al resto de su bando, estos son la máxima autoridad dentro de la representación, al final de la guerra o conquista son asesinados los cristianos por los moros, pero son revividos por un ángel, y gracias a eso los moros terminan creyendo en la Virgen María. Después de la representación vuelven a bailar en el centro y parten hacia la iglesia donde se despiden de su santo, incluso han llegado a bailar durante horas fuera de la iglesia y recorriendo calles, Av, entrando a casas durante los días de festejo dónde les ofrecen comida y bailan como agradecimiento hacia las personas que los apoyaron durante esos días 